# Reserva Natural de Taymyr
A Reserva Natural de Taymyr (em russo: Таймырский заповедник) é uma área protegida na Rússia, localizada nas planícies do norte da Sibéria, na Península de Taimyr, e na costa do Mar de Laptev do Oceano Árctico. A reserva inclui a floresta mais setentrional do laríço no mundo, e também a cordilheira continental mais a norte do mundo. A área protegida foi criada para proteger as zonas de nidificação do ganso-de-peito-ruivo, bem como as residências de verão da rena selvagem e a biodiversidade do Lago Taymyr. A reserva está situada a cerca de 120 km a leste da cidade de Norilsk, e a 3000 km a nordeste de Moscovo, no distrito de Taymyrsky Dolgano-Nenetsky, Krai de Krasnoyarsk. Em 1995, o sítio foi designado Reserva MAB ("Man and Biosphere" (Homem e Biosfera)) da UNESCO.

## Clima e eco-região
Esta área protegida está localizada na eco-região da tundra siberiana de Taimyr. Esta eco-região cobre a linha costeira do Mar Branco e do Oceano Árctico, incluindo as enseadas e as ilhas próximas à orla costeira. As zonas baixas e húmidas são importantes áreas de reprodução para as aves aquáticas.
O clima de Taymyr é o clima continental húmido, caracterizado por invernos longos e frios, e por verões curtos e frios.

## Eco-educação e acessos
Como uma reserva natural estrita, a reserva de Taymyr é na sua maior parte fechada ao público, embora os cientistas e entidades relacionadas com "educação ambiental" possam fazer acordos com gerência do parque para visitas. No entanto, há uma série de rotas eco-turísticas na reserva, abertas ao público, sendo as principais nas montanhas de Byrranga e na costa setentrional. As licenças devem ser obtidas com antecedência, e os turistas estrangeiros devem passar por procedimentos de segurança adicionais na sede da reserva, que fica na cidade de Norilsk.

## Flora e fauna
Toda a reserva está numa zona de permafrost contínuo, com extensas paisagens de Termocarste e, embora a pesquisa esteja em andamento, cientistas em um inventário moderno registaram 475 espécies de plantas vasculares, 302 espécies de musgos e 269 espécies de líquenes.